# See now, buy now
See now, buy now (pl. zobacz teraz, kup teraz) – strategia wymyślona przez Christophera Baileya dla Burberry w 2014 roku. Polegała ona na transmisji pokazu mody na żywo w Internecie, podczas której widzowie mogli od razu kupić zobaczony produkt. Obecnie oprócz Burberry ze strategii korzystają  m.in. Tommy Hilfiger, Ralph Lauren i Moschino.

## Walka z podróbkami
Raport Boston Consulting Group wykonany na zlecenie The Council of Fashion Designers of America podaje, że takie działania pomagają walczyć z podróbkami. W standardowym modelu po pokazie mody klienci muszą poczekać pół roku po pokazie mody, aby zakupić dany produkt, co daje czas firmom tworzącym podróbki na wykonanie jego kopii.